# Hungária Vegyiművek
A Hungária Vegyiművek, a közbeszédben Illatos úti Vegyiművek egy nagy múltú budapesti vegyipari üzem volt Budapest IX. kerületében.

## Története
A gyárat 1936-ban kezdték el építeni eredetileg a Kén utcai Hungária Műtrágya-, Kénsav- és Vegyi Ipari Rt. telephelyeként  az Illatos út – Határ út – ferencvárosi rendező pályaudvar vágányai közötti területen. (Eredetileg a telep mai területének csak a középső részén működött az üzem, nyugati oldalán a Magyar Aszfalt és Kátrányipari Rt. telephelye, keleti oldalán Állategészségügyi Intézet rendezkedett be.)
1949-ben az üzemet államosították, és leválasztották a Kén utcai gyárról (innentől ez Budapesti Kénsavgyár) Hungária Vegyiművek néven.
1962-ben ismét összevonták a két üzemet, ezt követően Budapesti Vegyiművek Illatos úti telephelyeként működött évtizedeken át. Termékei között megtalálhatóak voltak különböző műtrágyák, különféle enyvek, marónátron, klór, sósav, hypo, ásványi sók, növényvédő szerek, DDT (diklór-difenil-triklóretán), HCH, diklórprop, trifluralin.
Az egyik legkomolyabb robbanás magyarországi vegyi üzemben éppen itt, a Budapesti Vegyiművek Illatos úti telepén történt 1992. január 9-én. Az akkori három robbanás során huszonegyen sérültek meg. Gyógyszerek és növényvédőszerek gyártása folyt autoklávokban a Fővárosi Tűzoltóság szerint. Egy mononitráló reaktor, egy 2000 literes hulladékgyűjtő tartály, és egy 500 literes vizesmosóreaktor robbant fel.
A 2000-es évek elején a környezetvédelem figyelme erősen a gyár felé fordult veszélyes hulladékok szabálytalan tárolása miatt. Az üzem 2008-ban fejezte be működését. Felszámolását 150 hitelező felé történő, összességében 4,7 milliárd forintos tartozása miatt kezdeményezte a Fővárosi Bíróság 2007-ben. Ezt követően egy ideig a Finomvegyszer Gyártó Kft. használta a telephelyet.
A gyár épületei napjainkban is megvannak, kisebb vállalatok használják azokat. A területről 2015/2016-ban 12 ezer hordónyi (2800 tonna) különösen veszélyes hordónyi veszélyes anyagot szállítottak el, 2017/2018-ban a szennyezett berendezéseket és épületeket is elbontották, de – ettől függetlenül – a talaj az újabb vizsgálatok szerint is igen magas arányban szennyezett (egy 2015-ös vizsgálat szerint pl. a benzol a Vegyiművek területén lévő talajvízben az elfogadható határérték 54000-szerese, a klórbenzol 48500-szorosa, az AOX-tartalom 80600-szorosa, a DDT a határérték 520-szorosa, a talaj egyes helyeken annyira szennyezett, hogy 6-8 méter mélységben teljesen ki kell cserélni). Újdonságként 2022-ben derült csak ki, hogy a telephely egy romos pincéjében évtizedek óta betiltott HCH rovarirtószer maradt szétfoszlott zsákokban.
A telep kiterjedt iparvágányhálózattal rendelkezik. Az összekötő vágány déli oldalon, a ferencvárosi rendező pályaudvar felől jön be a telephelyre.

## Képtár

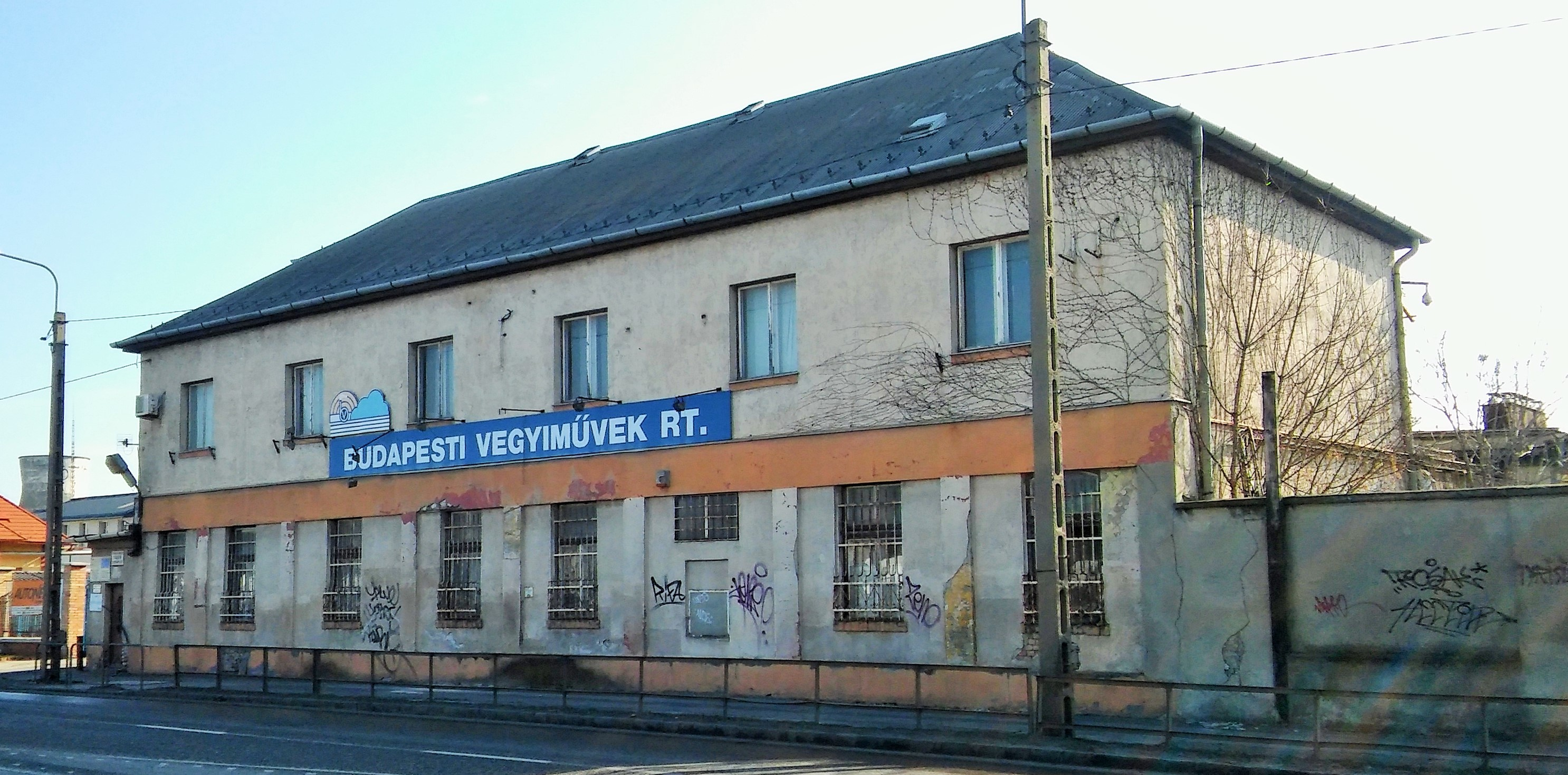
Az üzem napjainkban
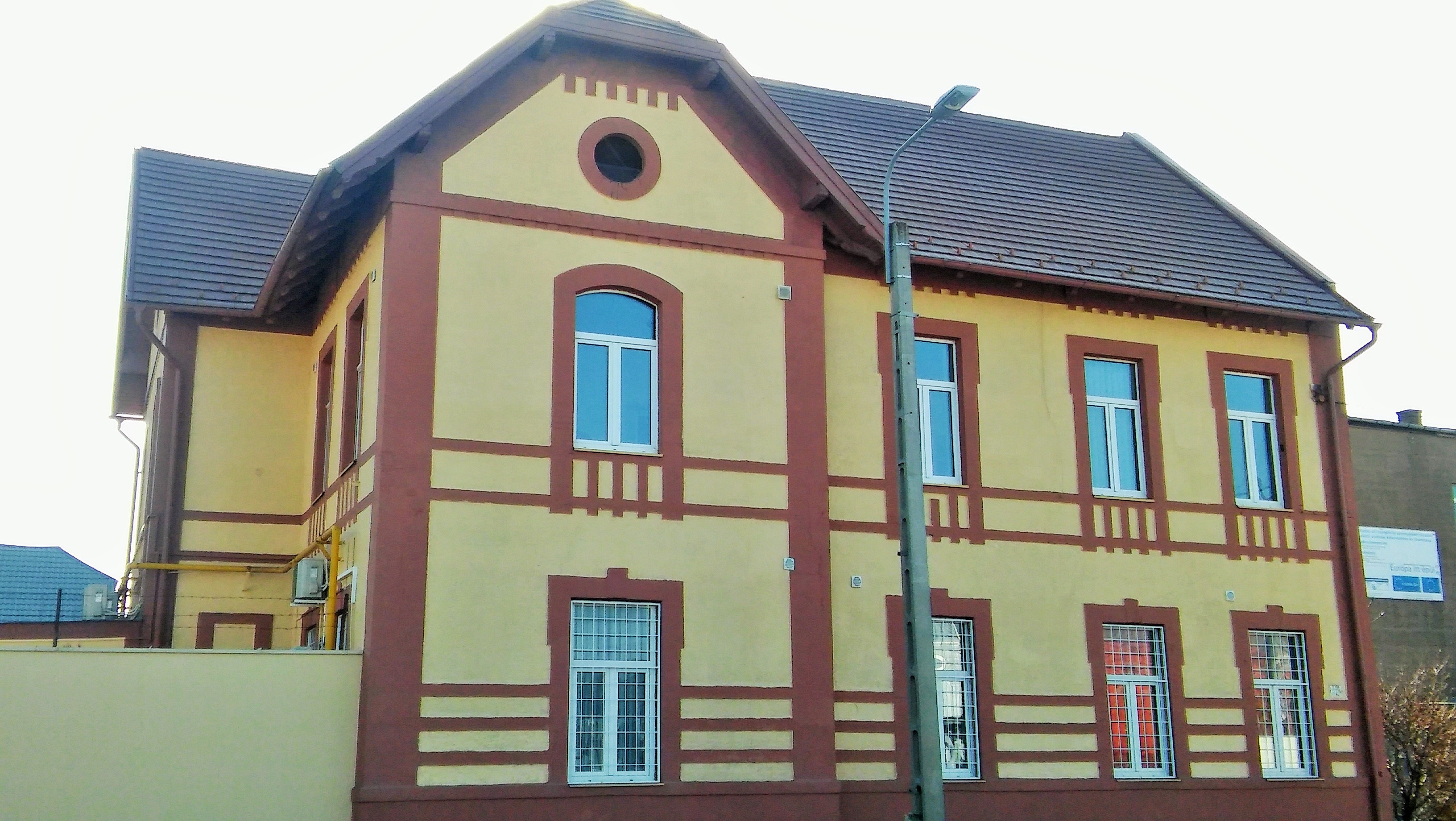
Az üzem napjainkban
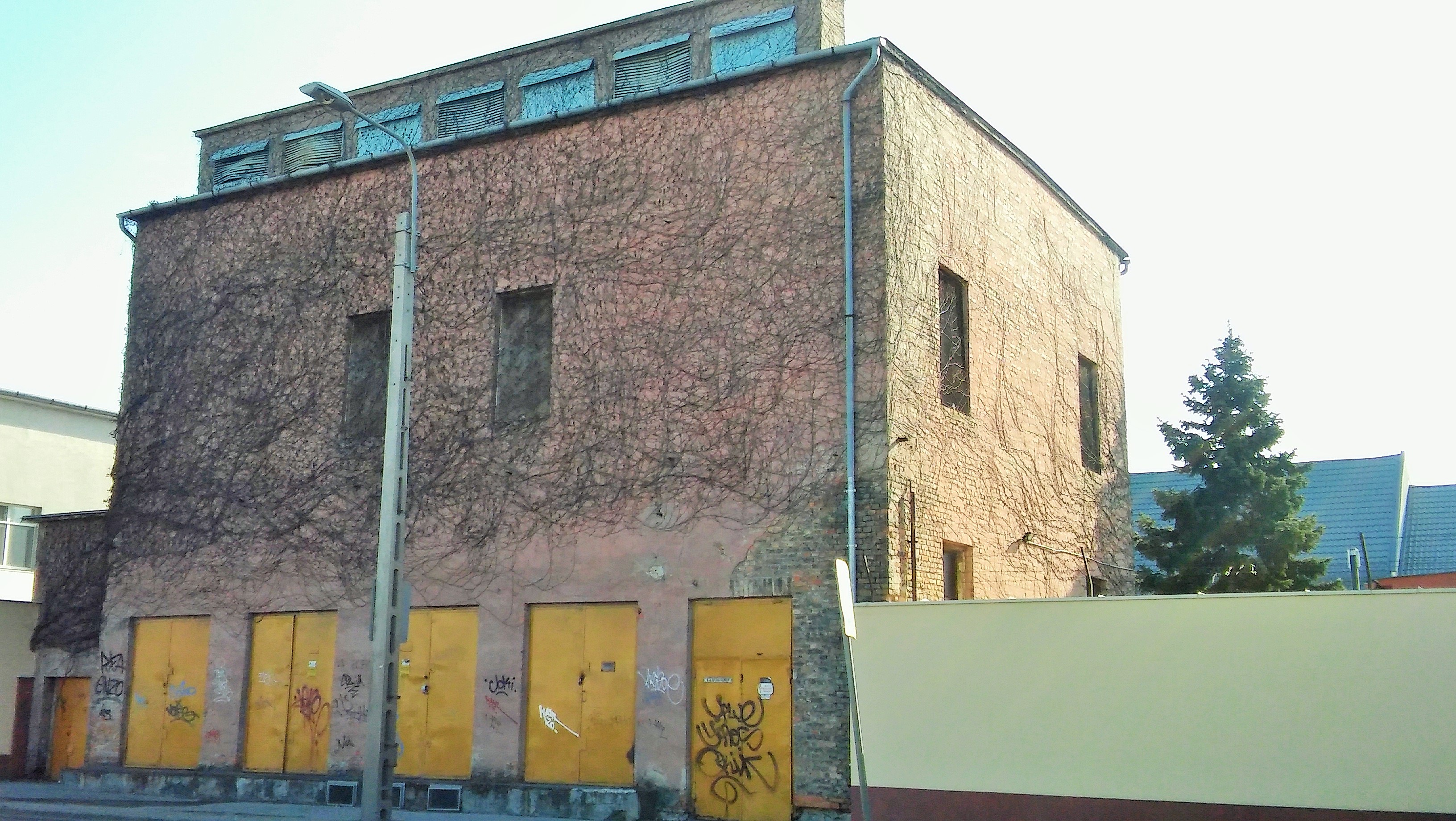
Az üzem napjainkban
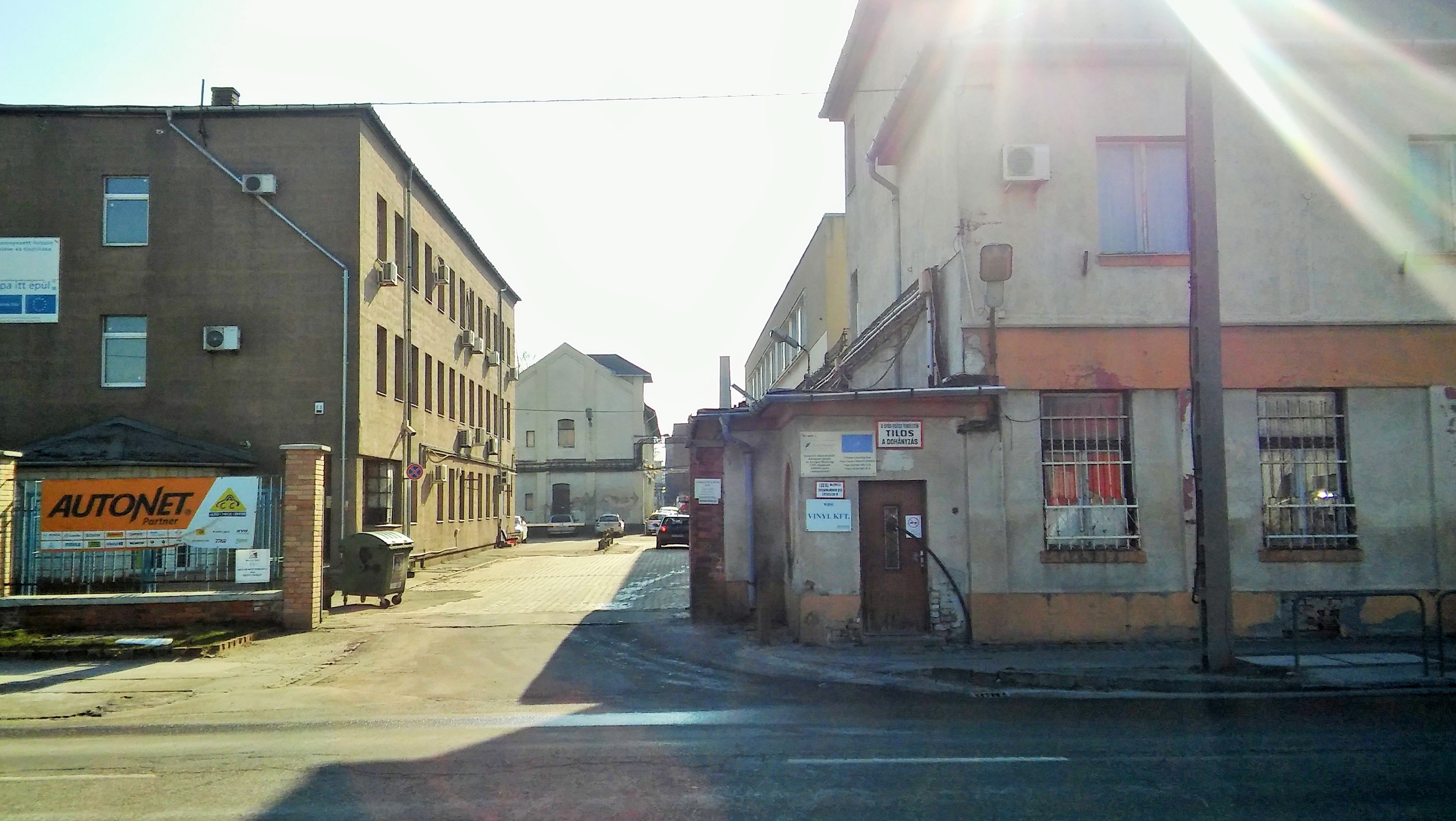
Az üzem napjainkban
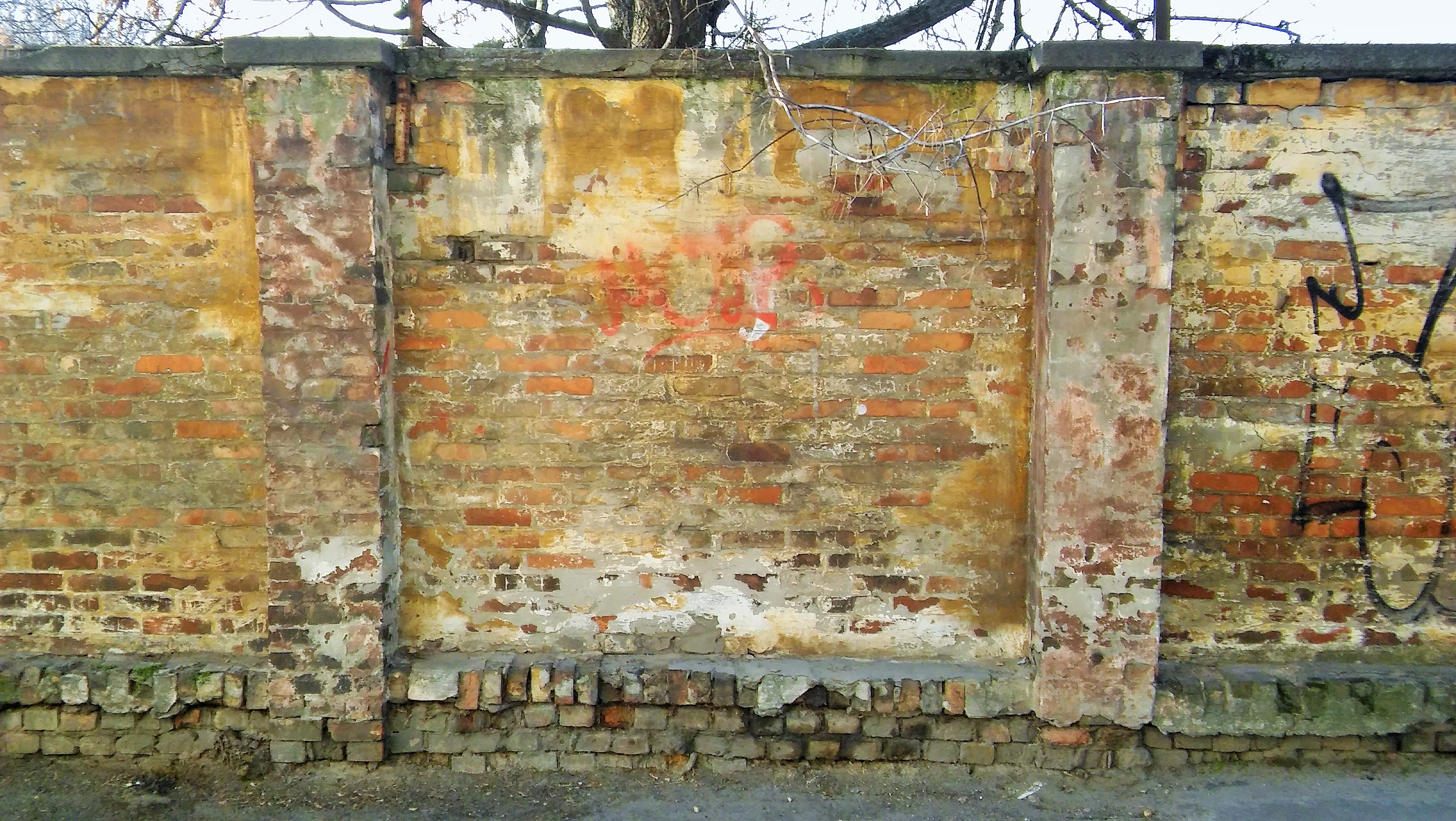
Az üzem napjainkban
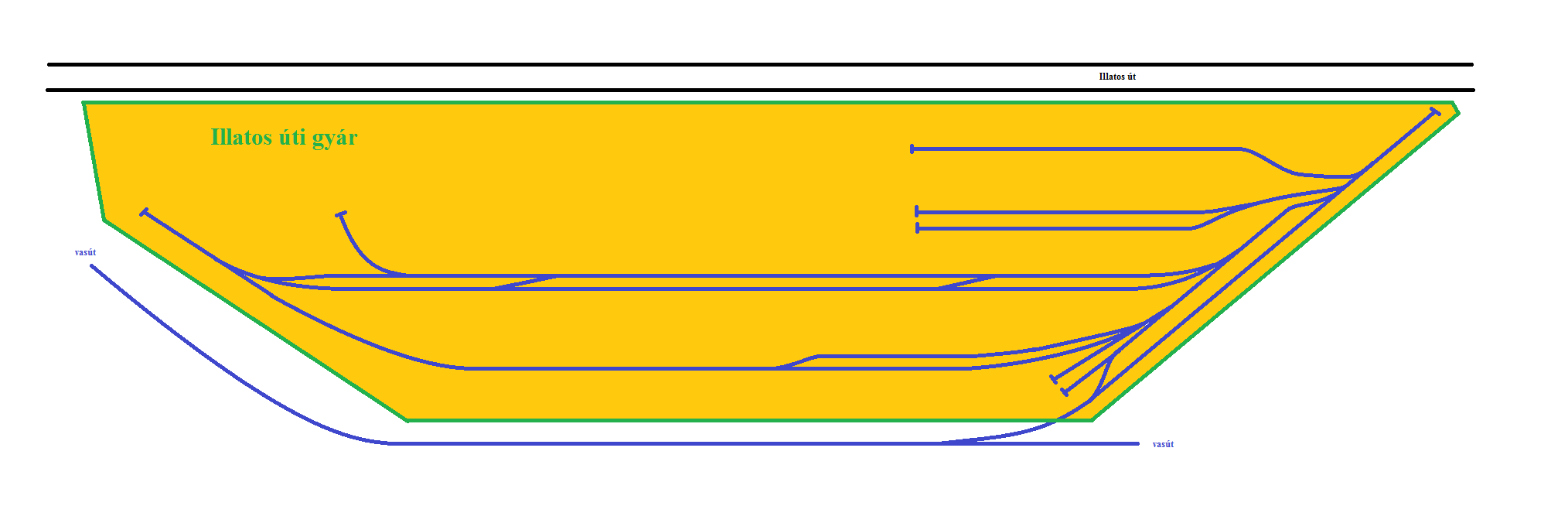
Az iparvágány-hálózat vázlatos rajza